# John Gilchrist
John Gilchrist, né à Édimbourg en 1759 et mort à Paris le 9 janvier 1841, est un orientaliste et linguiste écossais.

## Biographie
Il fut professeur d’hindoustani et de persan à Calcutta, à Édimbourg et à Londres.

## Œuvres
Il a publié, de 1787 à 1796, une Grammaire et un Dictionnaire anglais-hindoustani, qui ont fait date.